# Centro de las Artes del Circo Rogelio Rivel
El Centro de las Artes del Circo Rogelio Rivel es una institución española fundada en 1999 en Barcelona por un colectivo de artistas circenses, dedicada a la formación profesional en artes de circo. En 2024 fue galardonado con la Medalla de Oro al Mérito en las Bellas Artes de España.

## Trayectoria
En 1999, varios artistas de circo se unieron para crear un curso piloto de formación en técnicas circenses, con sede en el Ateneo Popular de Nou Barris. Luego, dio origen al Centro de las Artes del Circo Rogelio Rivel, que recibe el nombre de Rogelio Rivel en honor a su trayectoria docente. Figuran como fundadoras y directoras, Anne Morin y Teresa Celis. Está gestionado por la Asociación Rogelio Rivel.
Al año siguiente, en 2000, este espacio educativo se instaló definitivamente en unos terrenos cedidos por el distrito de Nou Barris, ubicados al lado del Ateneu Popular Nou Barris, en el barrio de Les Roquetes. En 2005, se levantó una carpa de circo para complementar la actividad.
Imparte un programa de dos cursos para la formación preparatoria en artes circenses. Es la primera y única iniciativa reconocida por el Departamento de Educación de Cataluña para realizar el ciclo formativo de grado medio y superior en artes de circo.
Desde 2004, el Centro de las Artes del Circo Rogelio Rivel es miembro de la Federación Europea de Escuelas de Circo (FEDEC).
En abril de 2022, el Ayuntamiento de Barcelona junto a la Asociación Rogelio Rivel llevó a cabo la renovación de la carpa de la institución, debido a su deterioro.

## Reconocimientos
En 2013, el Centro de las Artes del Circo Rogelio Rivel recibió el Premio Zirkólika a la mejor iniciativa para la proyección del circo. otorgado por la Revista Zirkòlika, anualmente desde 2010, en la gala Noche de circo (Nit de circ) celebrada en Barcelona, con el objetivo de reconocer el trabajo de artistas y compañías de circo españoles.
En 2024, el Ministerio de Cultura  de España le concedió la Medalla de Oro al Mérito en las Bellas Artes, una distinción no remunerada que premia trayectorias destacadas en el campo de la creación artística y cultural o hayan prestado notorios servicios en el fomento, desarrollo o difusión del arte y la cultura o en la conservación del patrimonio artístico.